# Leichtathletik-Weltmeisterschaften 2019/Teilnehmer (Belarus)
| Gelbes Symbol für Goldmedaillen mit stilisierten Olympischen Ringen | Graues Symbol für Silbermedaillen mit stilisierten Olympischen Ringen | Braundes Symbol für Bronzemedaillen mit stilisierten Olympischen Ringen |
| ------------------------------------------------------------------- | --------------------------------------------------------------------- | ----------------------------------------------------------------------- |
| —                                                                   | —                                                                     | —                                                                       |

Der Leichtathletikverband von Belarus will an den Leichtathletik-Weltmeisterschaften 2019 in Doha teilnehmen. 28 Athletinnen und Athleten wurden vom belarussischen Verband nominiert.

## Ergebnisse

### Frauen

#### Laufdisziplinen
| Athletin              | Disziplin    | Vorlauf     | Vorlauf | Halbfinale  | Halbfinale | Finale    | Finale |
| Athletin              | Disziplin    | Zeit        | Platz   | Zeit        | Platz      | Zeit      | Platz  |
| --------------------- | ------------ | ----------- | ------- | ----------- | ---------- | --------- | ------ |
| Kryszina Zimanouskaja | 200 m        | 23,22 s     | 26      | DNQ         | DNQ        | –         | –      |
| Darja Baryssewitsch   | 1500 m       | 4:08,19 min | 18      | 4:17,04 min | 21         | DNQ       | DNQ    |
| Nastassja Iwanowa     | Marathon     |             |         |             |            | 2:48:41 h | 17     |
| Swjatlana Kudselitsch | Marathon     |             |         |             |            | 3:00:38 h | 32     |
| Wolha Masuronak       | Marathon     |             |         |             |            | 2:36:21 h | 05     |
| Elwira Herman         | 100 m Hürden | 12,84 s     | 12      | 12,78 s     | 9          | DNQ       | DNQ    |
| Darja Paluektawa      | 20 km Gehen  |             |         |             |            | 1:37:42 h | 14     |
| Nadseja Daraschuk     | 50 km Gehen  |             |         |             |            | 4:47:26 h | 13     |
| Nastassja Jazewitsch  | 50 km Gehen  |             |         |             |            | 4:44:01 h | 12     |

#### Sprung/Wurf
| Athletin                      | Disziplin      | Qualifikation | Qualifikation | Finale     | Finale |
| Athletin                      | Disziplin      | Weite/Höhe    | Platz         | Weite/Höhe | Platz  |
| ----------------------------- | -------------- | ------------- | ------------- | ---------- | ------ |
| Karyna Dsjamidsik             | Hochsprung     | 1,94 m        | 01            | 1,96 m     | 06     |
| Iryna Schuk                   | Stabhochsprung | 4,60 m        | 01            | 4,70 m NR  | 07     |
| Nastassja Mirontschyk-Iwanowa | Weitsprung     | 6,69 m        | 07            | 6,76 m     | 05     |
| Iryna Waskouskaja             | Dreisprung     | 13,67 m       | 21            | DNQ        | DNQ    |
| Aljona Dubizkaja              | Kugelstoßen    | 18,51 m       | 08            | 18,86 m    | 06     |
| Alena Passetschnik            | Kugelstoßen    | 17,55 m       | 18            | DNQ        | DNQ    |
| Nastassja Kalamojez           | Hammerwurf     | 69,67 m       | 16            | DNQ        | DNQ    |
| Hanna Malyschtschyk           | Hammerwurf     | 72,59 m       | 08            | 71,24 m    | 10     |
| Alena Sobalewa                | Hammerwurf     | 71,52 m SB    | 11            | 70,45 m    | 11     |
| Tazzjana Chaladowitsch        | Speerwurf      | 61,74 m       | 08            | 62,54 m    | 06     |

### Männer

#### Laufdisziplinen
| Athlet                  | Disziplin    | Vorlauf | Vorlauf | Halbfinale | Halbfinale | Finale    | Finale |
| Athlet                  | Disziplin    | Zeit    | Platz   | Zeit       | Platz      | Zeit      | Platz  |
| ----------------------- | ------------ | ------- | ------- | ---------- | ---------- | --------- | ------ |
| Uladzislau Pramau       | Marathon     |         |         |            |            | 2:31:04 h | 53     |
| Wital Parachonka        | 110 m Hürden | 13,66 s | 23      | DNQ        | DNQ        | –         | –      |
| Aljaksandr Ljachowitsch | 20 km Gehen  |         |         |            |            | 1:44:25 h | 40     |
| Dsmitryj Dsjubin        | 50 km Gehen  |         |         |            |            | DNF       | DNF    |

#### Sprung/Wurf
| Athlet              | Disziplin  | Qualifikation | Qualifikation | Finale     | Finale |
| Athlet              | Disziplin  | Weite/Höhe    | Platz         | Weite/Höhe | Platz  |
| ------------------- | ---------- | ------------- | ------------- | ---------- | ------ |
| Dsmitryj Nabokau    | Hochsprung | 2,26 m        | 18            | DNQ        | DNQ    |
| Maksim Nedassekau   | Hochsprung | 2,26 m        | 11            | 2,33 m     | 04     |
| Hleb Dudarau        | Hammerwurf | 76,28 m       | 11            | 76,00 m    | 08     |
| Sachar Machrossenka | Hammerwurf | 74,80 m       | 15            | DNQ        | DNQ    |
| Aljaksej Katkawez   | Speerwurf  | 82,08 m       | 14            | DNQ        | DNQ    |
| Pawel Mjaleschka    | Speerwurf  | 75,14 m       | 27            | DNQ        | DNQ    |

#### Zehnkampf
| Athlet      | Disziplin | 100 m   | Weitsprung | Kugelstoßen | Hochsprung | 400 m   | 110 m Hürden | Diskuswurf | Stabhochsprung | Speerwurf | 1500 m      | Punkte | Platz |
| ----------- | --------- | ------- | ---------- | ----------- | ---------- | ------- | ------------ | ---------- | -------------- | --------- | ----------- | ------ | ----- |
| Wital Schuk | Ergebnis  | 10,95 s | 6,63 m     | 15,13 m     | 1,96 m     | 48,08 s | 14,49 s SB   | 46,64 s    | 4,80 m SB      | 58,66 m   | 4:35,45 min | 8058   | 13    |
| Wital Schuk | Punkte    | 872     | 727        | 798         | 767        | 905     | 912          | 801        | 849            | 718       | 709         | 8058   | 13    |